# 蜘蛛樣指

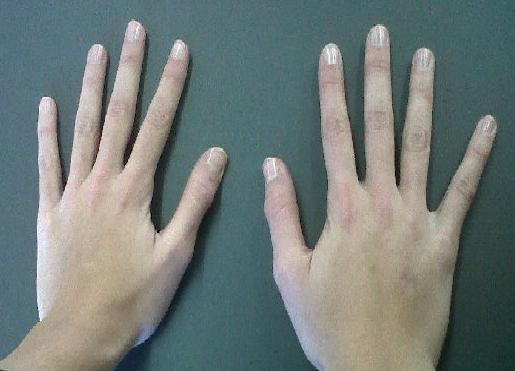

蜘蛛樣指（英語：Arachnodactyly）是一種手指和腳趾異常細長的先天性或後天性疾病，而患者的拇指傾向手掌。目前已經發現小纖維蛋白-1（fibrillin-1、FBN1）和小纖維蛋白-2（FBN2）的突變，與蜘蛛樣指相關。此外，蜘蛛樣指被指可能與高胱氨酸尿症、先天性攣縮細長指、Loeys-Dietz綜合徵、馬凡氏症候群和埃勒斯-當洛二氏症候群 有關。